# Marta Bechis
Pour les articles homonymes, voir Bechis.
Marta Bechis (née le 4 septembre 1989  à Turin) est une joueuse italienne de volley-ball. Elle mesure 1,81 m et joue au poste de passeuse. Elle totalise 2 sélections en équipe d'Italie.

## Clubs
| Club                  | Pays   | De        | À         |
| --------------------- | ------ | --------- | --------- |
| Pall. Lingotto        | Italie | 2004-2005 | 2005-2006 |
| Asystel Volley Novara | Italie | 2006-2007 | 2008-2009 |
| Tiboni Urbino         | Italie | 2009-2010 | 2009-2010 |
| Asystel Volley Novara | Italie | 2010-2011 | 2011-2012 |
| Chieri Volley         | Italie | 2012-2013 | 2012-2013 |
| Imoco Volley          | Italie | 2013-2014 | …         |

## Palmarès
- Coupe de la CEV
  - Vainqueur : 2009.
- Supercoupe d'Italie
  - Finaliste : 2013.